# Romuald Wirszyłło

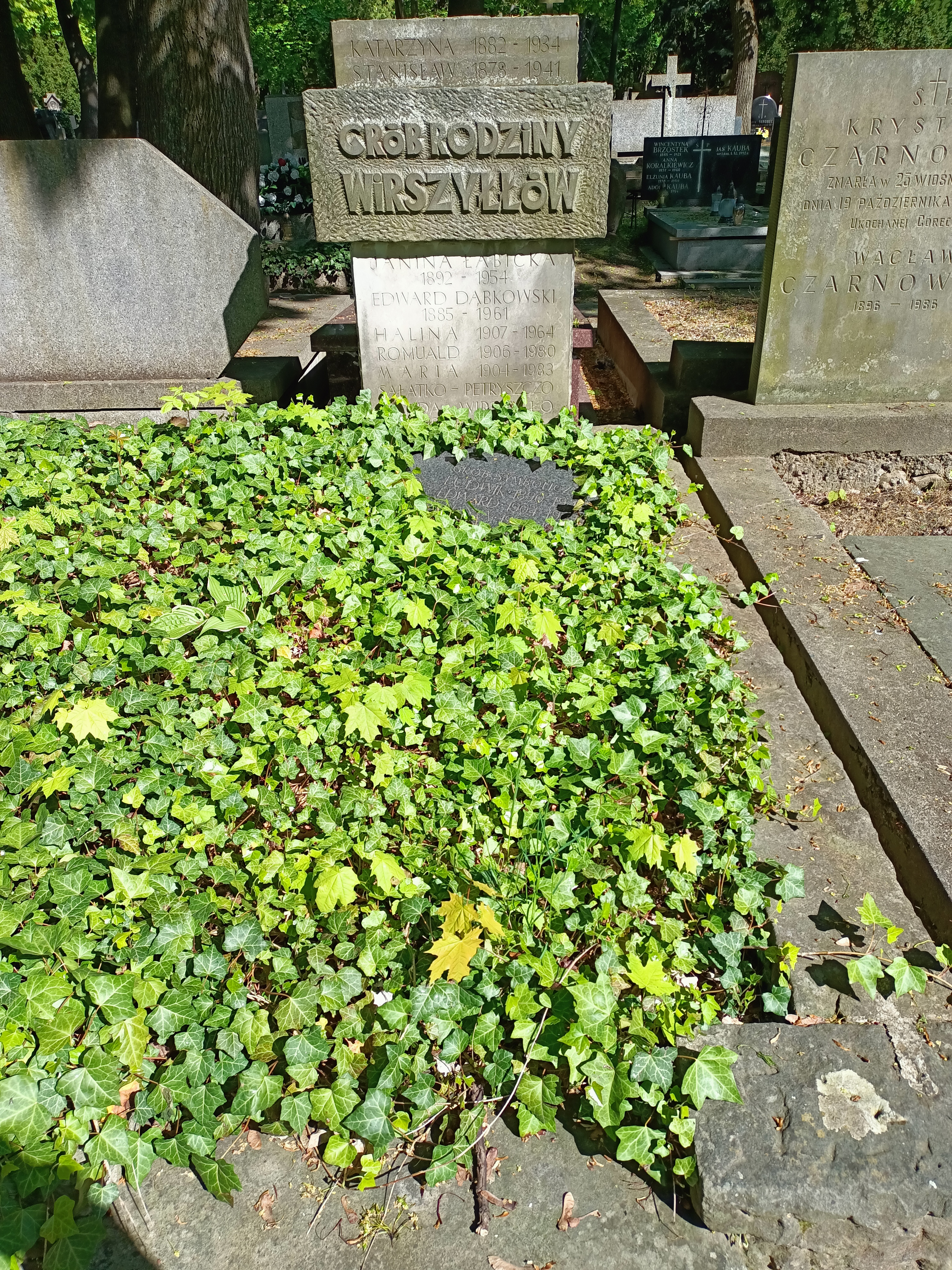
Grób Romualda Wirszyłły na Cmentarzu Powązkowskim

Romuald Wirszyłło, pseud. Wiktor (ur. 19 grudnia 1906 w Warszawie, zm. 13 kwietnia 1980 w Warszawie) – polski zawodnik, trener i działacz siatkarski, mistrz Polski, trener reprezentacji Polski, nazywany „ojcem” polskiej siatkówki, działacz AZS w Warszawie, Polskiego Związku Gier Sportowych, współtwórca Międzynarodowej Federacji Siatkówki; powstaniec warszawski, architekt.

## Zawodnik i działacz - okres międzywojenny
Jako uczeń szkoły średniej - Gimnazjum im. Lorenza grał od 1924 r. w pierwszej drużynie siatkarskiej w Warszawie w ramach AZS Warszawa. Razem z Zygmuntem Nowakiem stworzył w tym klubie w 1928 r. sekcję gier sportowych. Był wówczas najmłodszym członkiem zarządu klubu. W okresie gry w AZS zdobył mistrzostwo Polski w 1930, 1934 i 1935 r., wicemistrzostwo Polski w 1929, 1931, 1932, 1937 i 1938 r. oraz brązowy medal w 1933. Wystąpił w pierwszym nieoficjalnym meczu reprezentacji Polski w sierpniu 1934 r. przeciwko reprezentacji Polonii Zagranicznej.
W latach 1935–1936 był kierownikiem referatu prasowego Polskiego Związku Gier Sportowych, a w latach 1936–1939 kierownikiem referatu siatkówki w tym związku (przemianowanym w kwietniu 1936 r. (por. Przegląd Sportowy nr 30 z 6.04.1936) na Polski Związek Piłki Ręcznej). Równocześnie w latach 1934–1936 był sekretarzem zespołu, którego celem było utworzenie komisji technicznej piłki siatkowej przy Międzynarodowej Amatorskiej Federacji Piłki Ręcznej, a od 1936 r. sekretarzem generalnym Komisji Piłki Siatkowej i Pięstówki (Faust-ball) przy tym związku.

## II wojna światowa
Uczestnik wojny obronnej 1939 r. Następnie w konspiracji, był jednym z inicjatorów podziemnych rozgrywek siatkarskich w Warszawie. Razem z Igorem Tepicynem ufundował „nagrodę wędrowną” im. Kazimierza Wilamowskiego dla konspiracyjnego mistrza Warszawy. Walczył w powstaniu warszawskim 1944 r. jako saper. Używał pseudonimu „Wiktor”.

## Trener i działacz - lata powojenne
Od września 1945 r. kierownik sekcji gier sportowych AZS Warszawa, równocześnie trener drużyn siatkarskich w tym klubie. Jako trener drużyny męskiej poprowadził ją do mistrzostwa Polski w 1947 i 1949 r. oraz brązowego medalu w 1948 r. Z drużyną kobiecą sięgnął po mistrzostwo Polski w 1947 i 1948 r. oraz brązowy medal w 1950 r. W latach 1946–1950 był kierownikiem wydziału siatkówki reaktywowanego Polskiego Związku Piłki Ręcznej (przemianowanego w 1949 na Polski Związek Koszykówki, Siatkówki i Szczypiorniaka).
W latach 1948–1949 był trenerem reprezentacji Polski w siatkówce – zarówno kobiet, jak i mężczyzn. Jako trener męskiej reprezentacji prowadził ją w pierwszym oficjalnym meczu w historii – w dniu 28 lutego 1948 r. w Warszawie z Czechosłowacją. Następnie we wrześniu 1949 r. na Igrzyskach Bałkańskich odpowiadał za reprezentację wspólnie z Walentym Kłyszejką. W 1949 r. był trenerem w trzech meczach towarzyskich, natomiast na mistrzostwach świata występował już wyłącznie w roli kapitana związkowego (trenerem został Zygmunt Kraus). Kobiecą reprezentację Polski prowadził na Igrzyskach Bałkańskich w 1948 r. oraz w pięciu meczach towarzyskich w 1949 r. Jego następcą w roli trenera tej drużyny był Lotar Geyer. Jego bilans trenerski to osiem zwycięstw i dwie porażki z drużyna kobiecą oraz trzy zwycięstwa i siedem porażek z drużyną męską.
Od sierpnia 1946 r. kierował komisją organizacyjną Międzynarodowej Federacji Piłki Siatkowej (FIVB), powołanej do życia na zjeździe w dniach 18–20 kwietnia 1947 r. W latach 1947–1953 przewodniczył Komisji Technicznej FIVB.
Autor podręcznika „Piłka siatkowa” wydanego w 1950 oraz wielu artykułów popularyzujących siatkówkę w prasie sportowej.

## Życie zawodowe
Absolwent wydziału architektury Politechniki Warszawskiej. Doktor nauk technicznych. Autor i redaktor wielu publikacji dotyczących architektury sportowej, m.in. „Pawilony sportowe” (1958), „Budownictwo urządzeń sportowych” (1962), „Urządzenia sportowe” (cztery wydania - 1959-1982, redaktor). Działacz Międzynarodowej Unii Architektów, twórca sekcji „Sport i wypoczynek”.